# 楊樞 (嘉靖進士)
楊樞（？—？），字運卿，山西澤州陽城縣人，民籍，明朝政治人物。

## 生平
嘉靖三十一年（1552年）壬子科山西鄉試第二十五名舉人。嘉靖三十八年（1559年）中式己未科會試第一百四名，三甲第一百九十九名進士。授推官，治商洛，居官勤職，有擒鑛賊功，為人所掠，終不言。四十三年七月擢授工科给事中，巡视盔甲厂，丁憂歸，隆庆元年（1567年）十一月復除吏科給事中，二年四月升兵科右给事中，晋禮科左，三年正月升陕西布政司右参议，隆慶五年三月升山东按察司副使，萬曆二年（1574年）正月升河南右參政，督京儲，四年九月升本省按察使，無何，以疾歸。

## 家族
曾祖楊愷；祖父楊克美；父楊玠，母茹氏。慈侍下。兄楊枝（同科贡士）、楊棟。